# Глубочок (Коростышевский район)
Глубочок (укр. Глибочок) — село на Украине, находится в Коростышевском районе Житомирской области.
Население по переписи 2001 года составляет 224 человека. Почтовый индекс — 12532. Телефонный код — 4130. Занимает площадь 0,504 км².

## Адрес местного совета
12525, Житомирская область, Коростышевский р-н, с.Харитоновка